# Nicola Benedetti

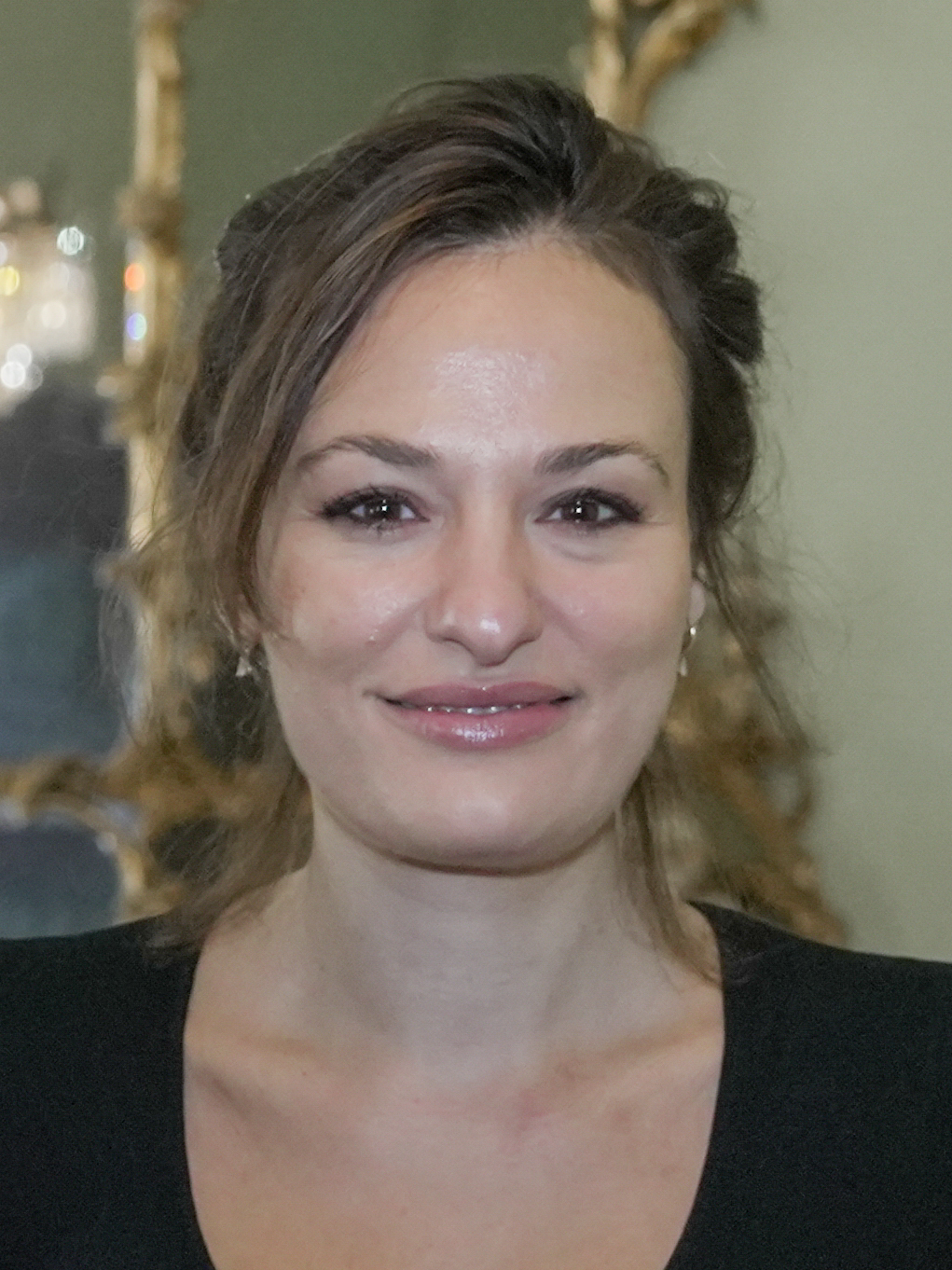
Benedetti (2024)

Nicola Benedetti (20 juli 1987) is een Schotse violiste. Ze is geboren in West Kilbride (North Ayrshire) als dochter van een Italiaanse vader en een Schotse moeder. 
Benedetti begon op vierjarige leeftijd met vioolspelen en bleek al snel een natuurtalent. Toen ze acht jaar was, werd ze concertmeester van the National Children's Orchestra of Great Britain.
Ze kreeg vanaf 1997 les aan de Yehudi Menuhin School voor jonge musici van onder meer Yehudi Menuhin zelf.
Benedetti speelde na de dood van Menuhin in 1999 op het herdenkingsconcert in Westminster Abbey. Verder speelde ze onder meer met het Nationaal Jeugd Orkest van Schotland, de Scottish Opera en de Royal Philharmonic Orchestra.
Op 16-jarige leeftijd werd ze Young Musician of the Year met een uitvoering van het eerste vioolconcert van Karol Szymanowski.
Benedetti treedt veelvuldig op in binnen- en buitenland. Zo was ze solist tijdens de Last Night of the Proms in de Royal Albert Hall in Londen en is ze regelmatig te gast in het Concertgebouw in Amsterdam. In 2004 sloot ze een miljoenencontract met Deutsche Grammophon.
- Bibsys: 13050435
- Bibliothèque nationale de France: cb16553388p (data)
- CiNii: DA1529667X
- Gemeinsame Normdatei: 136216722
- International Standard Name Identifier: 0000 0000 8482 6467
- Library of Congress Control Number: no2006031963
- MusicBrainz: d3f36494-31aa-4567-b226-f01394d9d5a4
- Nationale Bibliotheek van Tsjechië: xx0143344
- SNAC: w6h73thp
- Système universitaire de documentation: 16996549X
- Virtual International Authority File: 119091183
- WorldCat: E39PBJcKMg9WPmb4FJdkPHQKBP